# ونوشا تی۹۰
ونوشا تی۹۰ یک کراس‌اوور سایز متوسط است که توسط ونوشا، یکی از شرکت‌های تابعه دانگ‌فنگ تولید می‌شود.

## بررسی اجمالی
این خودرو برای اولین بار در نمایشگاه خودرو شانگهای ۲۰۱۵ در چین رونمایی شد. این خودرو در دسامبر ۲۰۱۶ به عنوان پرچمدار جدید برند ونوشا عرضه شد. این خودرو در زمان عرضه ۱۰۹٬۸۰۰ یوان تا ۱۵۴٬۸۰۰ یوان قیمت داشت. تی۹۰ مجهز به یک موتور بنزینی ۲٫۰ لیتری چهار سیلندر بنزینی با قدرت ۱۴۴ اسب بخار و ۱۹۸ نیوتن متری ساخت نیسان است که با گیربکس شش سرعته دستی یا تیپ ترونیک جفت می‌شود. حداکثر سرعت این خودرو ۱۸۰ کیلومتر و صفر تا صد ۱۲ ثانیه است. پلتفرم این خودرو نیز با نیسان مورانو ۲۰۱۵ یکسان است.

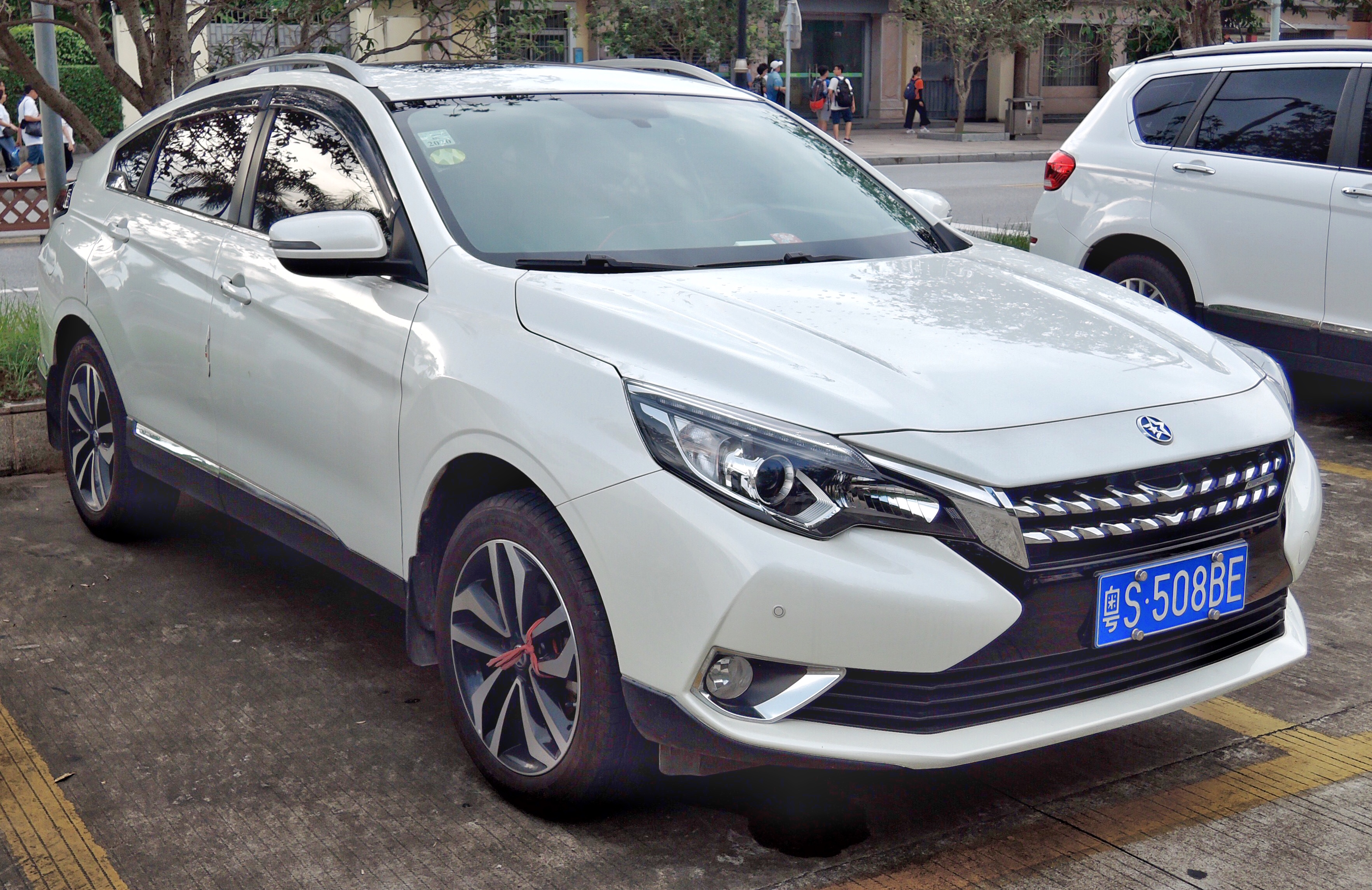
ونوشا تی۹۰ پیش از فیس لیفت
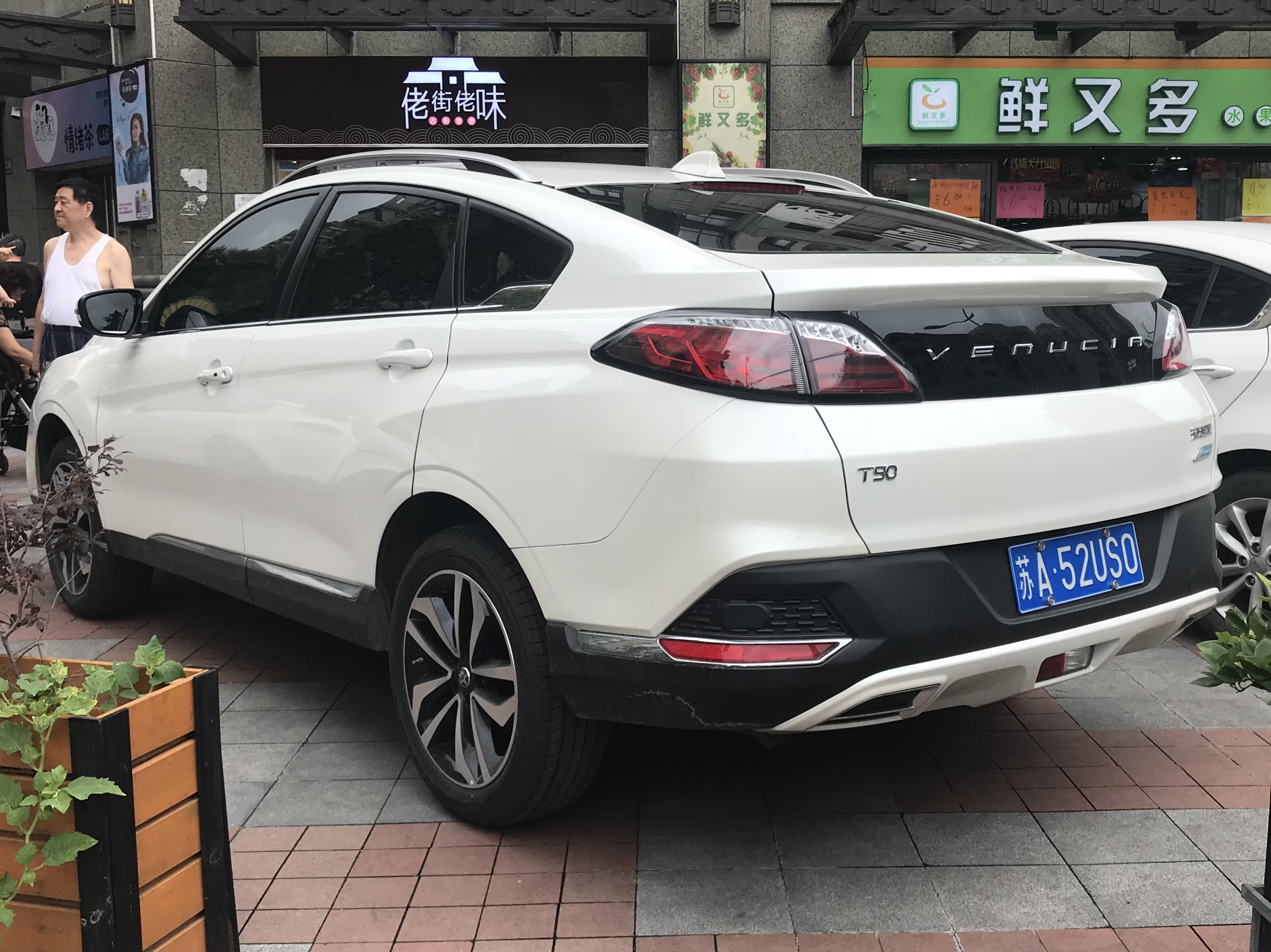
ونوشا تی۹۰ پیش از فیس لیفت (عقب)

### فیس‌لیفت۲۰۲۰
نسخه فیس لیفت این خودرو در سپتامبر ۲۰۱۹ معرفی شد مدل فیس لیفت شده در قسمت‌های بیرونی، کابین و فناوری بهبود یافته‌است، بر روی این خودرو یک موتور تقویت شده ۲٫۰ لیتری تنفس طبیعی ۴ سیلندر با قدرت ۱۵۰ اسب بخار (۱۱۲ کیلووات) و ۲۰۵ نیوتن متر (۱۵۱ پوند فوت) گشتاور و یک گیربکس CVT استفاده شده‌است.

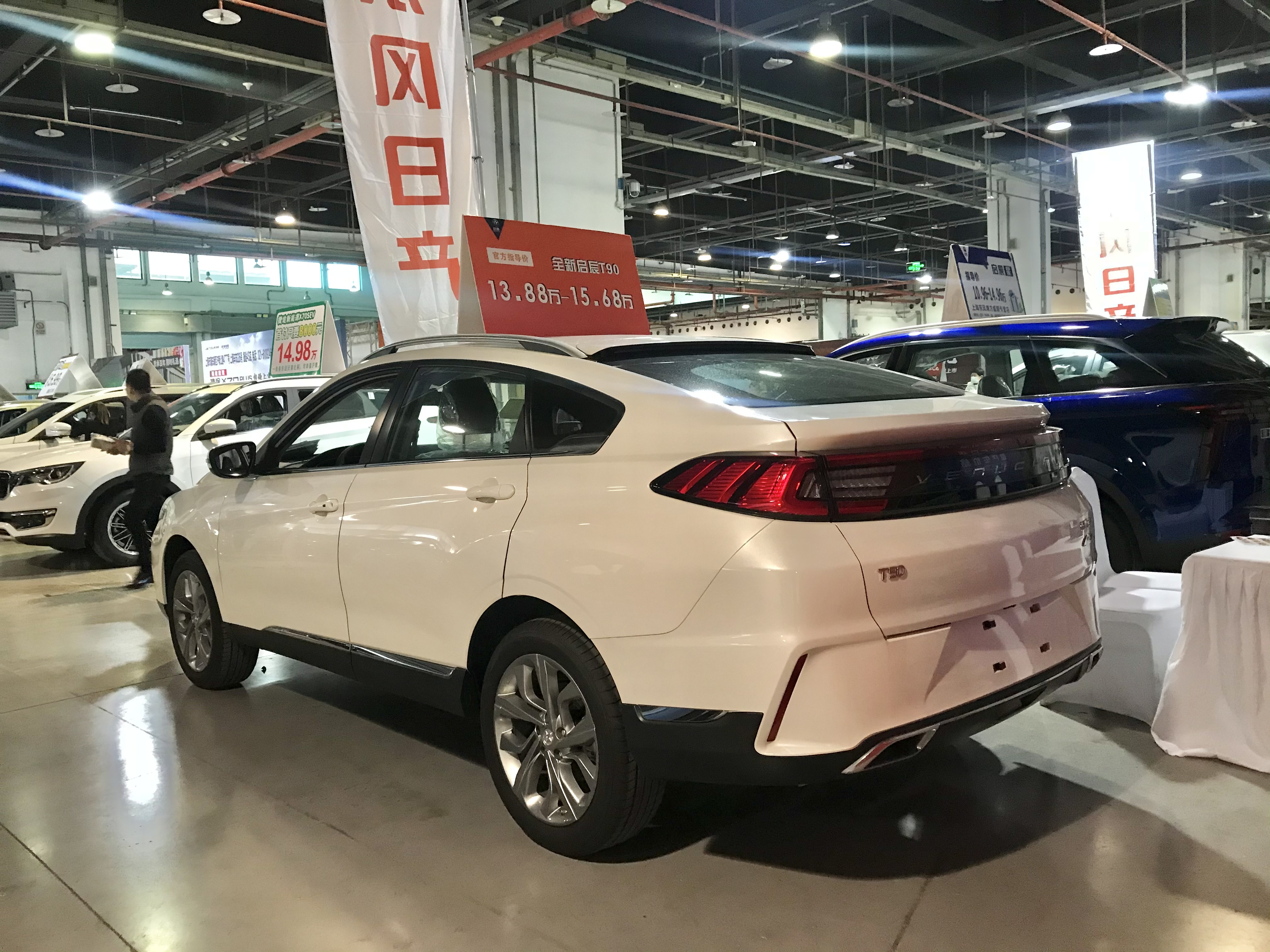
نسخه فیس لیفت ۲۰۲۰